# Лусіне Закарян
Лусіне Закарян (справжнє ім'я Світлана) (вірм. Լուսինե Զաքարյան) — вірменська оперна співачка, яка підкорила своїм ангельським ліричним сопрано серця слухачів у всьому світі. Її багатий репертуар включав вірменську класику, а також твори російських і західноєвропейських композиторів.

## Життєпис
Лусіне народилася 1 червня 1937 року в Ахалцихе (Грузія) у сім'ї музикантів: батько працював у симфонічному оркестрі, дід по материнській лінії (Йосип Томашевич — польський вірменин) — оперний співак, талановитим музикантом був старший брат майбутньої співачки, а бабуся і мати були піаністки. Маленька Лусіне також не була обділена музичним талантом: з самого дитинства виконувала популярні пісні на шкільних концертах. Саме тоді, батьки дівчинки, задумалися про кар'єру співачки.
У 1952 році, коли сім'я Лусіне переїхала в Єреван, вона вступила до музичного училища Романоса Мелікяна. У 1957 році Лусіне Закарян, здавши всього один іспит, була прийнята на відділення вокалу в Єреванську консерваторію імені Комітаса.
Згодом керівник Ечміадзинського церковного хору, почувши Лусіне Закарян на одному з концертів, запросив у свій колектив. Вона прийняла пропозицію і більше трьох місяців виконувала твори Рахманінова, Даргомижського, Глінки, Римського-Корсакова, Балакірєва, а також вірменських композиторів Комітаса, Екмалян, Мірзояна та інших.
Коли вона вперше виступила у храмі, її слухав Католикос всіх вірмен Вазген I і був вражений звучанням її голосу. Незабаром Лусіне стала солісткою хору. Закінчивши навчання у консерваторії, вийшла заміж за семінариста Хорена Паляна, завдяки якому глибше ознайомилася з історією свого народу, його культурою, з вірменською духовною піснею, народними піснями.
У 1968 році відбулося вінчання Хорена Паляна і Лусіне Закарян.

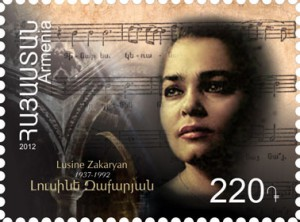

Одним з найбільш важливих виступів у житті Лусіне Закарян став концерт, який присвячений 95-річчю Комітаса. Після нього про неї заговорила вся країна, а керівник Державної капели Вірменії — Ованес Чекіджян запросив її на гастролі по всьому Радянському Союзу, а потім і по Європі.
Особливе місце у творчості Лусіне Закарян займає ряд концертів середньовічної музики у Спілці композиторів Вірменії, де вона виступала разом з прославленим органістом Ваагном Стамболцяном.
В останні роки Закарян майже осліпла і померла від цукрового діабету 31 грудня 1992 року в Єревані.

## Звання та нагороди
- заслужена артистка Вірменської РСР (1967 рік)
- народна артистка Вірменської РСР
- лауреат Державної премії Вірменської РСР
- Орден Святого Месропа Маштоца